# Hylaeus floridanus
Hylaeus floridanus är en biart som först beskrevs av Robertson 1893. Den ingår i släktet citronbin och familjen korttungebin. Inga underarter finns listade i Catalogue of Life.

## Beskrivning
Hylaeus floridanus är ett långsträckt, övervägande svart bi med halvgenomskinliga vingar, som har brunaktiga ribbor. Honan har gula markeringar i ansiktet i form av två långsträckta trianglar mellan ögonen, munskölden och antennbaserna. Hos hanen är motsvarande markeringar blekt gulvita och upptar hela utrymmet mellan ögonen, inklusive munskölden. Arten är liten; honan har en längd omkring 4,5 mm, hanen omkring 4 mm.

## Ekologi
Arten besöker främst blommande växter ur familjerna korgblommiga växter (gullrissläktet) och brakvedsväxter (säckbuskar). Den är solitär, honan konstruerar ensam larvbona med hjälp av ett silkesliknande körtelsekret.

## Utbredning
Utbredningsområdet omfattar östra USA från Maine till Florida. I norr har det ett västligt utskott längs med Stora sjöarna till Minnesota.

## Bildgalleri

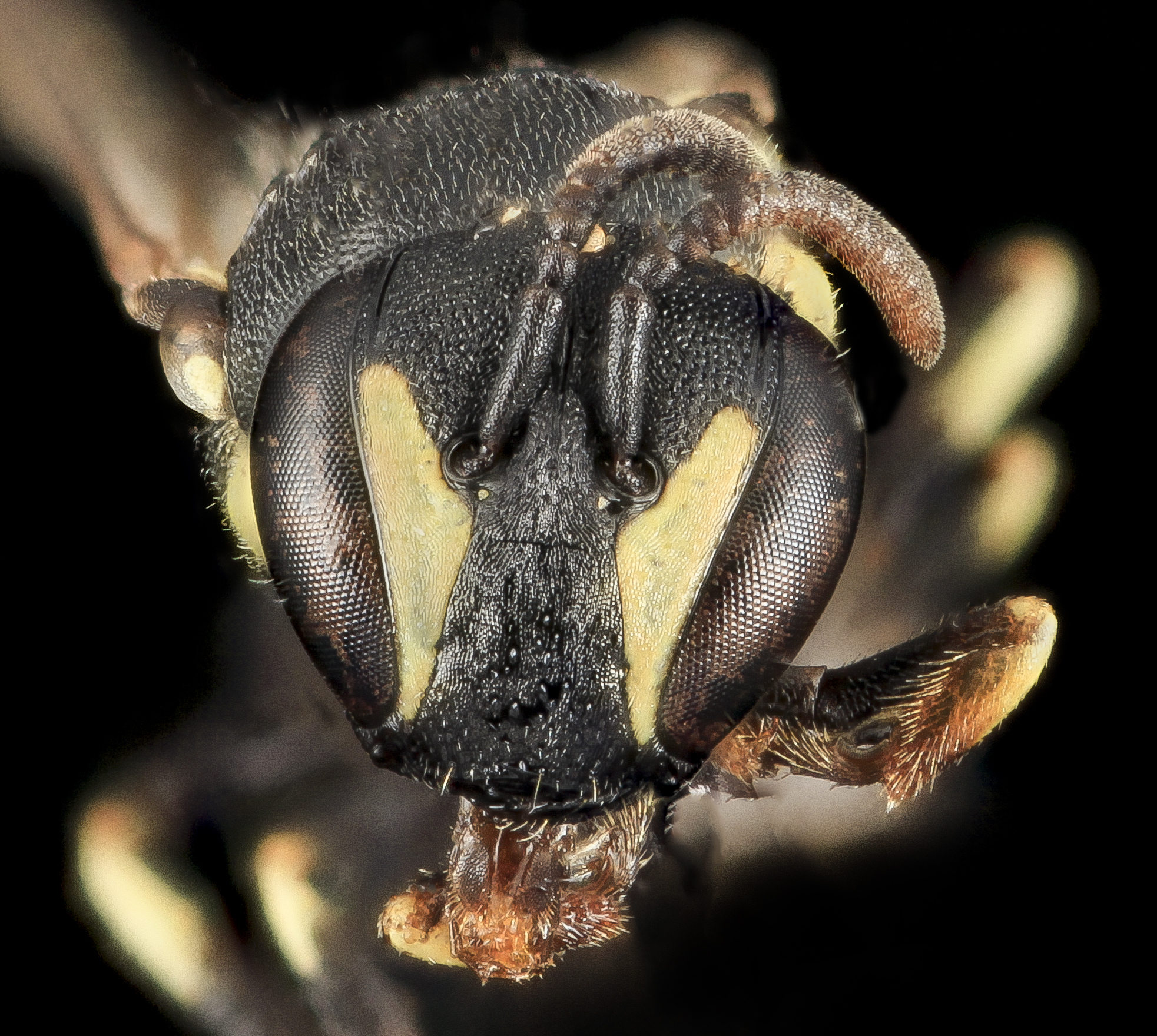
Hona, ansikte.
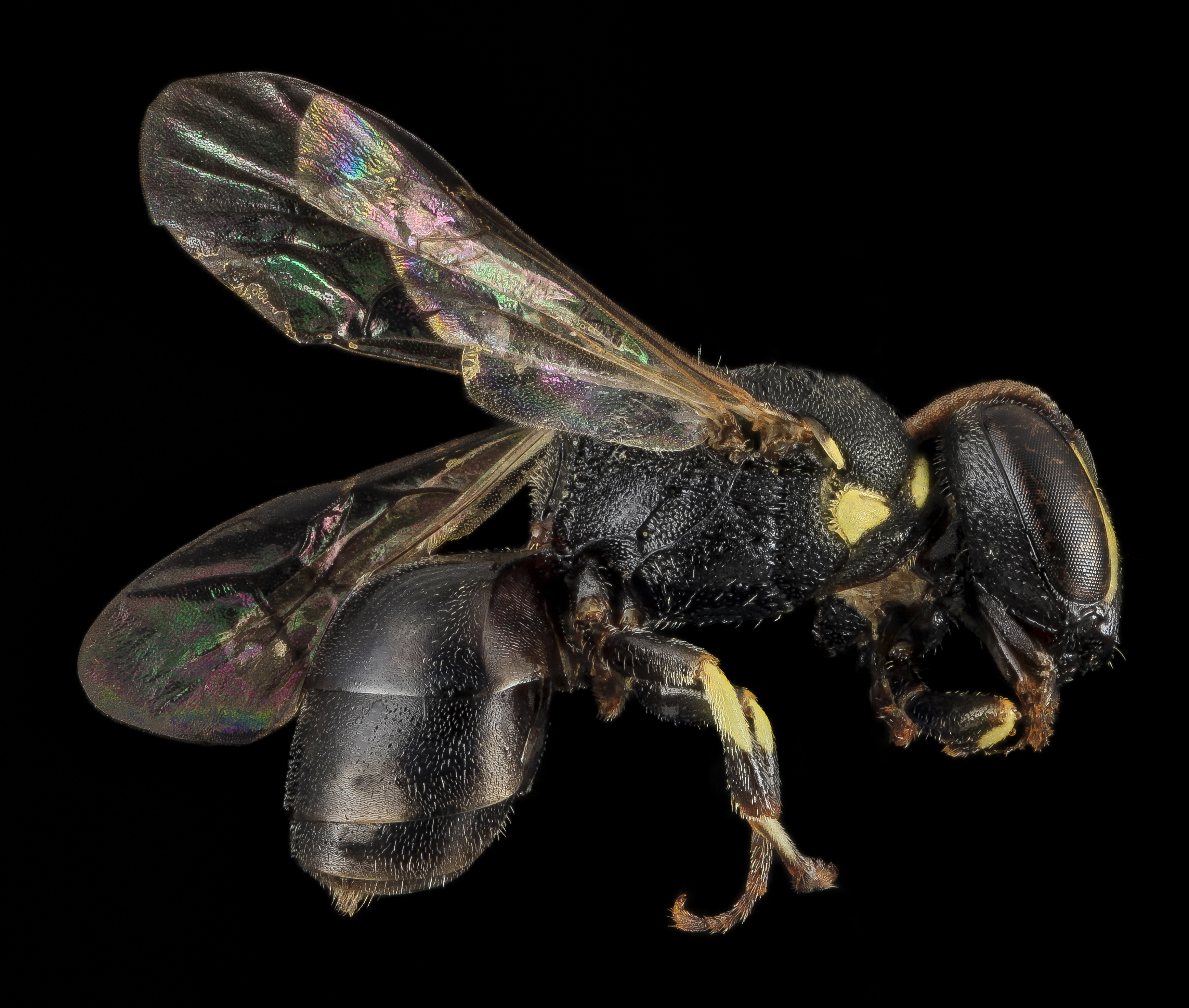
Hona, sidovy.